# Памятник Суворову (Швейцария)

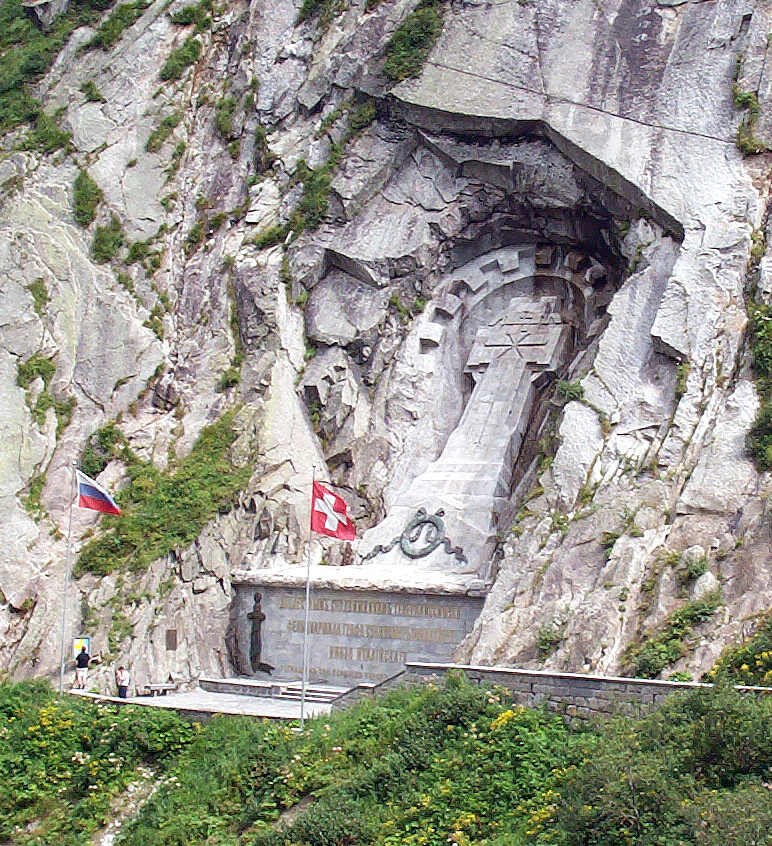
Памятник Суворову

Памятник Суворову (нем. Suworow-Denkmal) — памятный крест, высеченный в скале в ущелье Шёлленен в швейцарском кантоне Ури. Открыт в сентябре 1898 года в память о русских воинах — участниках швейцарского похода Суворова, погибших здесь в бою за Чёртов мост 25 сентября 1799 года с наполеоновскими войсками под командованием Клода-Жака Лекурба.

## Памятник

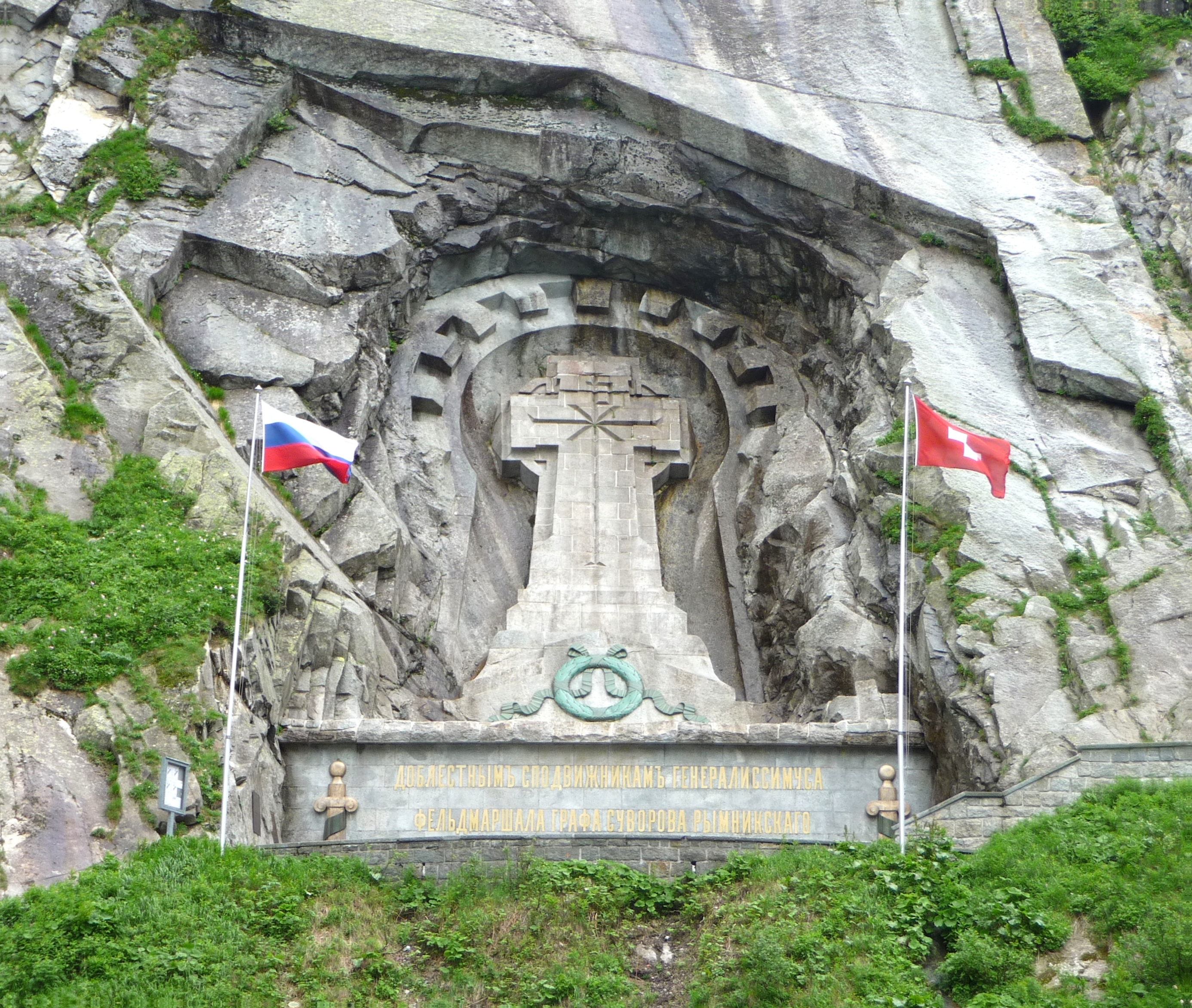
Памятник Суворову спереди

Монумент близ Чёртова моста представляет собой 12-метровый крест, высеченный в скале, подножье которого украшает надпись по-русски, выполненная бронзовыми буквами высотой около полуметра: «Доблестным сподвижникам генералиссимуса фельдмаршала графа Суворова-Рымникского, князя Италийского, погибшим при переходе через Альпы в 1799 году» и бронзовый меч с лавровым венком.

## История строительства
Монумент был построен на деньги князя Сергея Михайловича Голицына. В 1883 году Федеральный совет Швейцарии одобрил запрос, но объявил, что дизайн и надпись подлежат утверждению. Это произошло только после того, как официальное предназначение памятника было изменено под увековечение памяти павших солдат. Возведение памятника иностранному генералу было бы невозможно по соображениям нейтралитета. Строительство было одобрено владельцем участка, Советом Корпорации Урсерен, при этом сам участок согласно решению Совета Корпорации от 13 октября 1893 года безвозмездно отошёл к Российской империи. Строительные работы при поддержке МИД России длились почти три года, к неудовольствию правительства государства, которое, согласно протоколу совета, утвердило «памятную доску погибшим», мемориал. Предшествующий героизирующий проект дизайна был отклонён. Также была отклонена инициатива Франции по строительству «компенсационного памятника» собственным погибшим солдатам, сражавшимся против «реакционных» войск.

## Статус

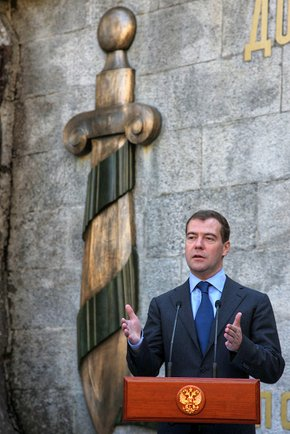
Дмитрий Медведев

В 1980-е годы памятник находился в неудовлетворительном состоянии, и оказалось, что в кадастровой книге отсутствует запись о нём и его статусе. Документ, свидетельствующий об уступке земли и российских претензиях на право собственности, был доставлен из московского архива, однако тогдашний Советский Союз заявил, что не несёт ответственности за реставрацию «швейцарского памятника». В свою очередь, швейцарские власти объявили, что реставрация - сфера ответственности владельца. Позже было оговорено, что ареал площадью 563 м² (449 м² камня и 114 м² подъездной дороги) обслуживается муниципалитетом Андерматта, владельцем остаётся Российское государство в лице посольства России в Берне. Соответствующий участок № 725 земельной книги Андерматта без ограничений подчиняется швейцарскому законодательству и является частью швейцарской территории. Считается границей между Швейцарией и Россией.

## События новейшего времени
Президент России Дмитрий Медведев посетил памятник во время государственного визита в Швейцарию в 2009 году. Его сопровождал федеральный президент Ханс-Рудольф Мерц.
В середине мая 2022 года в знак протеста против вторжения России в Украину памятник был измазан неизвестными лицами жёлтой и голубой красками (цветами флага Украины). В октябре памятник был повторно осквернён нанесением на него чёрной краской знака свастики. К 16 октября того же года памятник был очищен от следов вандализма, расследование которого ведёт полиция кантона Ури.